# Новомихайловский сельсовет (Алтайский край)
Новомихайловский сельсовет — муниципальное образование со статусом сельского поселения и административно-территориальное образование в Локтевском районе Алтайского края России. Административный центр — село Советский Путь.

## Демография
По результатам Всероссийской переписи населения 2010 года, численность населения муниципального образования составила 975 человек, в том числе 470 мужчин и 505 женщин. Оценка Росстата на 1 января 2012 года — 922 человека.

## Населённые пункты
В состав сельского поселения входит 2 населённых пункта:
- село Новомихайловка,
- село Советский Путь.